# Parafia Najświętszego Serca Pana Jezusa w Tychach
Parafia Najświętszego Serca Pana Jezusa – rzymskokatolicka parafia znajdująca się w Tychach, w dzielnicy Paprocany. Parafia należy do dekanatu Tychy Nowe w archidiecezji katowickiej.

## Kościoły
W 1935 r. mieszkańcy samodzielnie zaczęli budować niewielkich rozmiarów kościół. Ze względu na przeszłość działki, na której powstawał obiekt, kościół był uważany za symbol patriotyzmu. Z tego bowiem miejsca wyruszali powstańcy z Paprocan i okolic na zwycięską bitwę z Niemcami, która odbyła się 17 sierpnia 1919 r. podczas I powstania śląskiego. Kościół został poświęcony przez ks. inf. Wilhelma Kasperlika 13 października 1937 r. pod wezwaniem Najświętszego Serca Pana Jezusa i stanowił filię parafii św. Marii Magdaleny w Tychach. 1 maja 1946 r. utworzono samodzielną stację duszpasterską (kurację) Cielmice-Paprocany. Parafia w Paprocanach została erygowana 28 maja 1957 r. Wzrost liczby mieszkańców w latach 70. XX w. przyczynił się do wzniesienia większej budowli,  w miejsce dotychczasowego kościoła, pod tym samym tytułem. Budowę podjął ks. prob. Franciszek Resiak, projekt przygotował inż. Adrian Szendzielorz, natomiast wystrojem wnętrza zajął się Franciszek Giel. Kościół został poświęcony przez biskupa Herberta Bednorza 10 czerwca 1973 r.

## Wnętrze i wystrój kościoła
Na ścianie prezbiterium znajduje się posrebrzana płaskorzeźba w kształcie krzyża, zawierająca sceny biblijne, począwszy od czasów Noego, aż po Zesłanie Ducha Świętego. W jej centrum widoczny jest Chrystus Pantokrator z ukazanym Najświętszym Sercem. Po bokach umieszczone są dwa witraże, które przedstawiają Zmartwychwstanie i Sąd Ostateczny. Po obu stronach, wzdłuż kościoła, dobudowane zostały tzw. wykusze, których celem było pomieszczenie większej liczby wiernych w kościele. Pod głównym kościołem znajduje się dolna kaplica pod wezwaniem Wieczerzy Pańskiej, która ma powierzchnię równą powierzchni pierwszego kościoła.